# هوغو موزر
هوغو موزر (بالألمانية: Hugo Moser) (و. 1909 – 1989 م) هو فقيه لغوي، وأستاذ جامعي، من ألمانيا، ولد في اسلينغن آم نكا، توفي في بون، عن عمر يناهز 80 عاماً.

## مناصب وهيئات
أدار جامعة شتوتغارت، وجامعة بون، وجامعة سارلاند.

## جوائز
حصل على جوائز منها:
- وسام الاستحقاق لبادن-فورتمبيرغ
- الصليب الأكبر من وسام استحقاق جمهورية ألمانيا الاتحادية.